# Witalij Dawydenko
Witalij Anatolijowycz Dawydenko, ukr. Віталій Анатолійович Давиденко, ros. Виталий Анатольевич Давиденко, Witalij Anatoljewicz Dawidienko (ur. 13 maja 1963) – ukraiński piłkarz, grający na pozycji obrońcy, trener piłkarski.

## Kariera piłkarska
W 1982 rozpoczął karierę piłkarską w klubie Desna Czernihów. Potem występował w drużynach amatorskich.

## Kariera trenerska
Po zakończeniu kariery piłkarskiej rozpoczął pracę szkoleniowca. Najpierw pracował na stanowisku dyrektora technicznego klubu Frunzeneć-Liha-99 Sumy. W czerwcu 2002 stał na czele Frunzeneć-Liha-99 Sumy. W lipcu 2002 po fuzji z FK Sumy został mianowany na głównego trenera FK Sumy, którym tymczasowo kierował do końca 2002. Potem prowadził zespoły amatorskie w obwodzie sumskim, m.in. Spartak-Sumbud Sumy, SumDU Sumy.